# Samuel Merwin

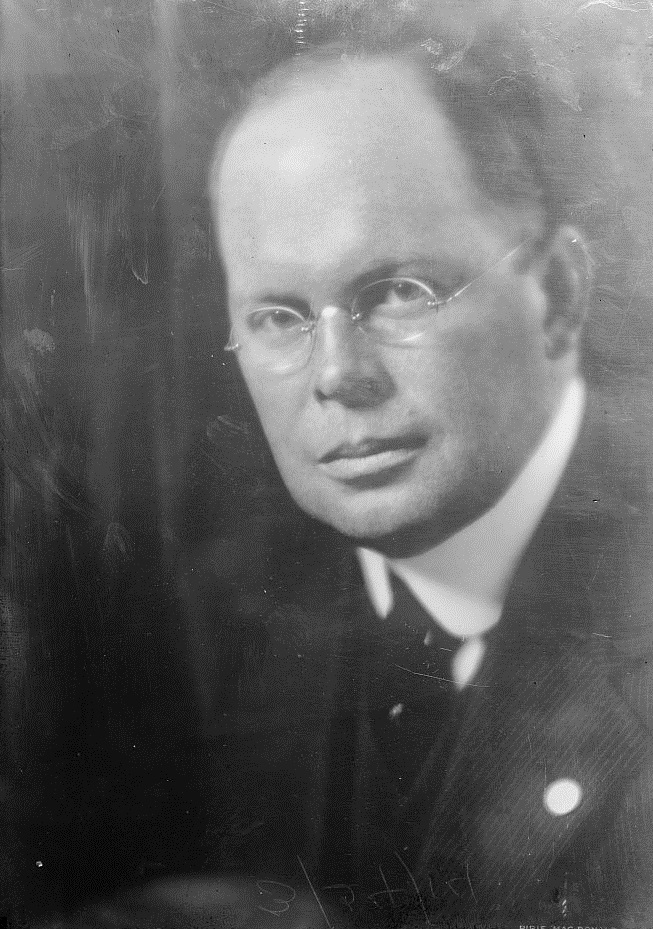
Samuel Merwin

Samuel Merwin; auch Samuel Mervin (* 6. Oktober 1874 in Evanston, Illinois; † 17. Oktober 1936 in New York City, New York) war ein amerikanischer Journalist, Schriftsteller und Drehbuchautor.

## Leben
Samuel Merwin wurde als Sohn des örtlichen Postmeisters geboren. Er besuchte die Evanston High School, die er jedoch ohne Abschluss verließ, da Merwin bereits als Schüler journalistisch arbeitete und die Schule vernachlässigte. Er setzte seine Schulausbildung in Detroit fort und kehrte zum Studium an der Northwestern University in seine Geburtsstadt zurück.
Seine berufliche Laufbahn begann er beim Evanston Index, einer Lokalzeitung seiner Heimatstadt. Gleichzeitig arbeitete er als Korrespondent für die Chicago Evening Post. Sein erstes, im Jahr 1899 veröffentlichtes Buch, „The Short Line War“, schrieb Merwin gemeinsam mit seinem Jugendfreund Henry Kitchell Webster (1875–1932).
Der Roman beschreibt den Kampf eines Unternehmers um das Eigentumsrecht an einer Eisenbahnlinie. Zum ersten kommerziellen Erfolg wurde das zweite Buch des Autorenteams: „Calumet K“ (1901). Auch dieser Roman handelt im Wirtschaftsmilieu und bietet einen kritischen Einblick in die Handlungsweise der Unternehmen und ihrer Eigentümer an der Wende zum 20. Jahrhundert. Diese und ein weiteres, in dieser Zusammenarbeit entstandenes Buch, „Comrade John“ (1907), erschienen unter dem Pseudonym Merwin-Webster.
Von 1905 bis 1911 arbeitete Merwin als Redakteur und Mitherausgeber der Zeitschrift Success, einem amerikanischen Wirtschaftsmagazin. Im Jahr 1907 schickte ihn das Magazin nach China, um den dortigen Opiumhandel zu untersuchen. Seine Recherchen darüber beschrieb Merwin in seinem Buch „Drugging a Nation“ (1908).
In den 1910er Jahren entwickelte sich Merwin zu einem erfolgreichen Romanschriftsteller sowie Verfasser von Kurzgeschichten und Drehbüchern für Stummfilme. Zu seinen erfolgreichsten Werke zählen „Anthony the Absolute“ (1914) und der historische Roman „Silk“ (1923), deutsch: „Die Seidenstraße“ (1951).

### Privates
Samuel Merwin war ein Bruder des Filmregisseurs Bannister Merwin (1873–1922). Samuel heiratete im Jahr 1901 Edna Earl Fleshiem. Das Paar hatte drei Söhne, Samuel, Banister und John. Nur Samuel (1910–1996) überlebte den Vater und wurde als Sam Merwin jr. zu einem erfolgreichen Mystery- und Science-Fiction-Autor.
Er war ein früher Unterstützer der Frauenrechtsbewegung. Merwin war ein Neffe von Frances Willard (1839–1898), einer Sozialreformerin, Suffragette und Gründerin der Woman’s Christian Temperance Union.
Samuel Merwin starb am 17. Oktober 1936 im Alter von 62 Jahren bei einem Essen im New Yorker Players Club an einem Schlaganfall.

## Werke (Auswahl)
- Merwin-Webster[4]: The Short Line War. Macmillan Company, New York 1899. (Digitalisat im Project Gutenberg )
- Merwin-Webster[4]: Calumet K. Macmillan Company, New York 1901. (Digitalisat im Project Gutenberg )
- The Road to Frontenac, New York 1901. (Digitalisat im Project Gutenberg )
- The Road Builders, New York 1905. (Digitalisat im Project Gutenberg )
- Merwin-Webster[4]: Comrade John. Macmillan Company, New York 1907.
- Drugging a Nation. Fleming H. Revell Company, New York 1908. (Digitalisat im Project Gutenberg )
- Anthony the Absolute. Century Company, New York 1914
- In Red and Gold. Bobbs-Merrill Company, Indianapolis 1921; deutsch: Prinzessin Hui Fei: Ein Kriminalroman aus dem revolutionären China. Robert Lutz, Stuttgart 1928
- Silk. Houghton Mifflin Company, Boston and New York 1923; deutsch: Die Seidenstraße. Krüger, Hamburg 1951

## Filmografie
- 1915: Comrade John
- 1917: The Trufflers
- 1917: The Door Between
- 1920: Crooked Streets
- 1921: The Passionate Pilgrim
- 1921: Hush Money
- 1928: Jazzland